# Stadionul Maracanã
Stadionul Jornalista Mário Filho, cunoscut mai ales sub numele Estádio do Maracanã („Stadionul Maracanã”), este un stadion din Rio de Janeiro, Brazilia. El este deținut de Guvernul statului Rio de Janeiro și este denumit după cartierul Maracanã din Rio de Janeiro. A fost inaugurat în anul 1950 pentru a putea găzdui meciuri de la Campionatul Mondial de fotbal din 1950. De atunci a fost folosit în special pentru meciurile de fotbal ale echipelor din Rio de Janeiro, între care Botafogo, Flamengo, Fluminense și Vasco da Gama. De asemenea, a găzduit numeroase alte evenimente sportive, dar și culturale. Recordul de asistență a fost atins la finala Mondialului din 1950, cu 199.854 de spectatori. Stadionul a fost reconstruit parțial pentru Cupa Confederațiilor FIFA 2013 și Campionatul Mondial de fotbal din 2014, campionatul mondial revenind în Brazilia din nou pentru prima dată după cel din 1950. Pe acesta stadion a avut loc finala Campionatului Mondial din 2014, și, de asemenea a găzduit ceremoniile de deschidere și închidere de la Jocurile Olimpice de vară din 2016.

## Istoric

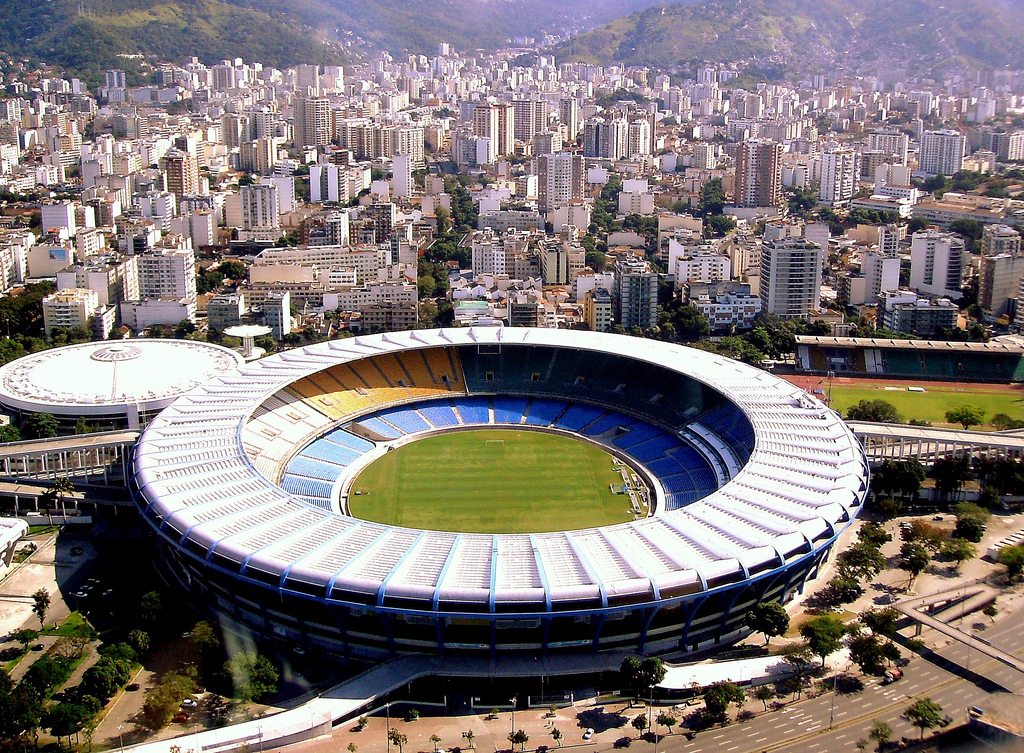
Maracanã în 2009

### Construcția
După ce a primit organizarea Cupei Mondiale din 1950, guvernul brazilian a decis construirea unui stadion nou pentru turneul final. Planurile arenei au fost create de șapte arhitecți brazilieni: Miguel Feldman, Waldir Ramos, Raphael Galvão, Oscar Valdetaro, Orlando Azevedo, Antônio Dias Carneiro și Pedro Paulo Bernardes Bastos. Lucrările au început propriu-zis la data de 2 august 1948.

### Inaugurarea
Primul meci de pe noul stadion a avut loc la 16 iunie 1950. A fost un joc amical între o reprezentativă a statului Rio de Janeiro și una a statului São Paulo. Gazdele din Rio de Janeiro s-au impus cu 3-1, Didi devenind primul marcator al unui gol pe noua arenă.
Deși nu era finisat, lipsind toaletele și facilități pentru mass-media, FIFA a permis ca stadionul să fie folosit pentru Cupa Mondială, iar la data de 24 iunie 1950, aici s-a disputat primul meci al Mondialului din 1950. Brazilia a învins Mexicul cu 4-0, Ademir marcând primul gol oficial pe Maracanã. La meci au asistat 81.000 de spectatori. Finala turneului a avut loc tot pe acest stadion, iar gazda Brazilia a fost învinsă de Uruguay cu 2-1. Oficial, la meci au asistat 199.854 de spectatori, dar numărul total este estimat la 210.000.

### Perioada după Cupa Mondială

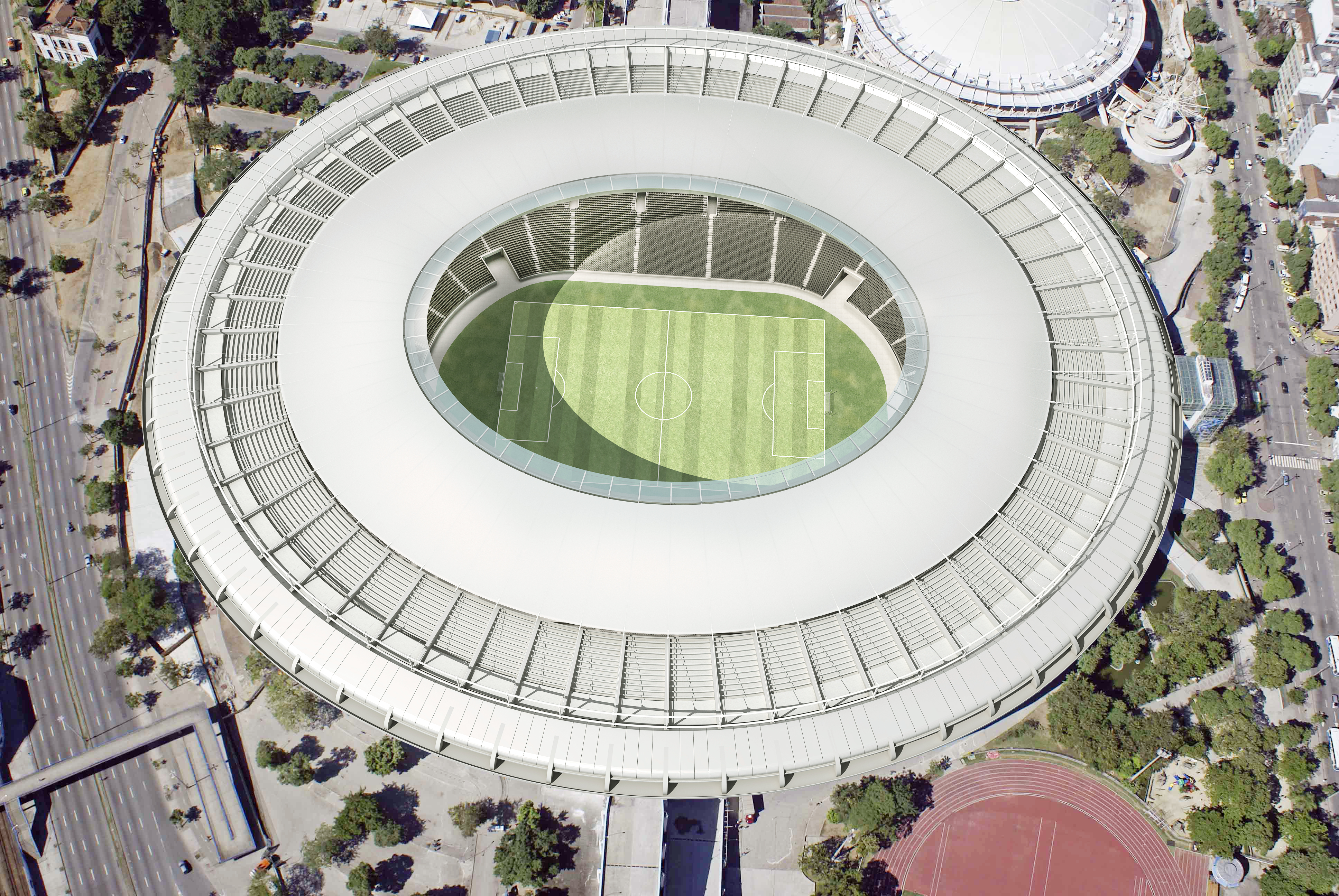
Stadionul Maracanã

Stadionul a fost finalizat abia în anul 1965, la 17 ani de la prima cărămidă. După Cupa Mondială, arena a fost folosită de cluburile din Rio de Janeiro, dar a găzduit și o serie de finale ale Cupei Braziliei sau ale Campionatului Carioca.
În septembrie 1966, jurnalistul sportiv brazilian Mário Filho a încetat din viață, iar administratorii arenei au decis ca aceasta să-i poarte numele. Însă stadionul este cunoscut în continuare sub porecla Maracanã. Mário Filho este considerat unul dintre părinții stadionului, fiind printre principalii susținători ai proiectului.
În 1969, Pelé a marcat pe acest stadion golul cu numărul 1.000 al carierei, în fața a 125.000 de spectatori. În 1989, Zico a înscris aici ultimul său gol pentru Flamengo și al 333-lea său gol pe acest stadion, un record al arenei.

### Perioada modernă

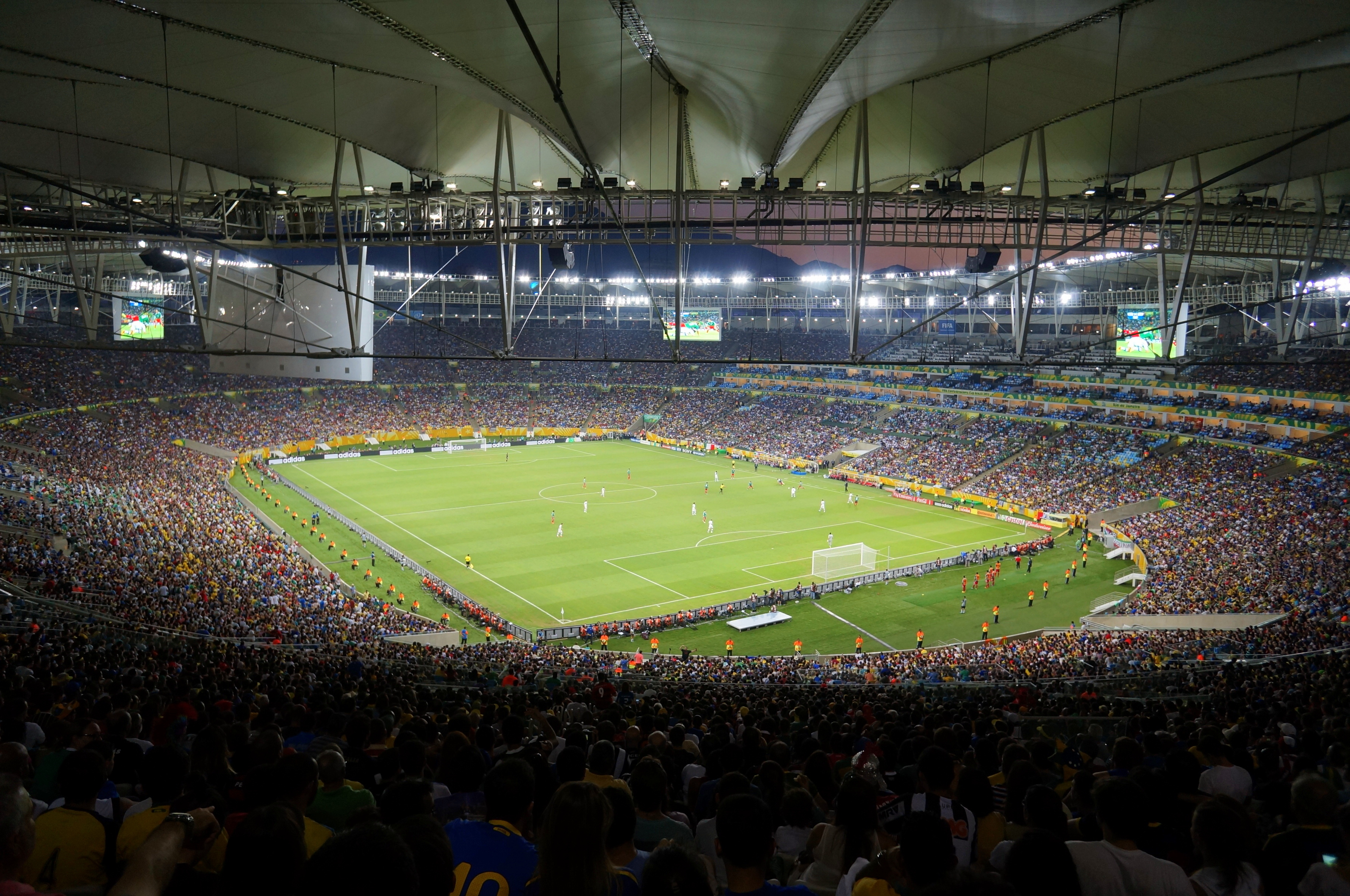
Maracana, vedere de interior în 2013

La data de 19 iulie 1992, partea superioară a stadionului s-a prăbușit, ducând la moartea a trei suporteri și rănirea altor 50. Ca urmare a acestui dezastru, capacitatea arenei a fost micșorată drastic, iar scaune au fost instalate în toate tribunele. În 1998, arena a fost declarată Bun național. În 2000, a găzduit finala primului Campionat Mondial al cluburilor între Vasco da Gama și Corinthians, meci câștigat de Corinthians.
În 2000, la împlinirea a 50 de ani de la inaugurare, la stadion a început o serie de lucrări de renovare. După o perioadă de nouă luni, între 2005 și 2006, în care a fost închis, stadionul s-a redeschis în ianuarie 2007, iar capacitatea arenei a fost fixată la 88.992 de locuri.
Pe 27 aprilie 2013 pe stadion a avut loc un meci amical de testare, între două echipe conduse de Ronaldo și Bebeto. Primul meci oficial după reconstrucție a avut loc pe 2 iunie 2013, atunci când Brazilia a remizat 2–2 cu Anglia într-un meci amical.
Maracanã face parte dintr-un complex sportiv care include și o sală de sport, Arena Maracanãzinho („mica Maracanã”).

## Campionatul Mondial de Fotbal 1950
| Data          | Ora (UTC-3) | Echipa #1 | Rezultat | Echipa #2  | Runda        | Spectatori |
| ------------- | ----------- | --------- | -------- | ---------- | ------------ | ---------- |
| 24 iunie 1950 | 15:00       | Brazilia  | 4–0      | Mexic      | Grupa 1      | 82,000     |
| 25 iunie 1950 | 15:00       | Anglia    | 2–0      | Chile      | Grupa 2      | 30,000     |
| 29 iunie 1950 | 15:00       | Spania    | 2–0      | Chile      | Grupa 2      | 16,000     |
| 1 iulie 1950  | 15:00       | Brazilia  | 2–0      | Iugoslavia | Grupa 1      | 142,000    |
| 2 iulie 1950  | 15:00       | Spania    | 1–0      | Anglia     | Grupa 2      | 74.000     |
| 9 iulie 1950  | 15:00       | Brazilia  | 7–1      | Suedia     | Runda finală | 139.000    |
| 13 iulie 1950 | 15:00       | Brazilia  | 6–1      | Spania     | Runda finală | 153.000    |
| 16 iulie 1950 | 15:00       | Uruguay   | 2–1      | Brazilia   | Runda finală | 199.854    |

## Cupa Confederațiilor FIFA 2013
| Data          | Ora (UTC-3) | Echipa #1 | Rezultat | Echipa #2 | Runda   | Spectatori |
| ------------- | ----------- | --------- | -------- | --------- | ------- | ---------- |
| 16 iunie 2013 | 16:00       | Mexic     | 1–2      | Italia    | Grupa A | 73,123     |
| 20 iunie 2013 | 16:00       | Spania    | 10–0     | Tahiti    | Grupa B | 71,806     |
| 30 iunie 2013 | 19:00       | Brazilia  | 3–0      | Spania    | Finala  | 73,531     |

## Campionatul Mondial de Fotbal 2014
| Data          | Ora (UTC-3) | Echipa #1 | Rezultat   | Echipa #2             | Runda              | Spectatori |
| ------------- | ----------- | --------- | ---------- | --------------------- | ------------------ | ---------- |
| 15 iunie 2014 | 19:00       | Argentina | 2–1        | Bosnia și Herțegovina | Grupa F            | 74.738     |
| 18 iunie 2014 | 16:00       | Spania    | 0–2        | Chile                 | Grupa B            | 74.101     |
| 22 iunie 2014 | 13:00       | Belgia    | 1–0        | Rusia                 | Grupa H            | 73.819     |
| 25 iunie 2014 | 17:00       | Ecuador   | 0–0        | Franța                | Grupa E            | 73.749     |
| 28 iunie 2014 | 17:00       | Columbia  | 2–0        | Uruguay               | Optimi de finală   | 73.804     |
| 4 iulie 2014  | 13:00       | Franța    | 0–1        | Germania              | Sferturi de finală | 74.240     |
| 13 iulie 2014 | 16:00       | Germania  | 1–0 (d.p.) | Argentina             | Finala             | 74.738     |

## Evenimente extra-sportive

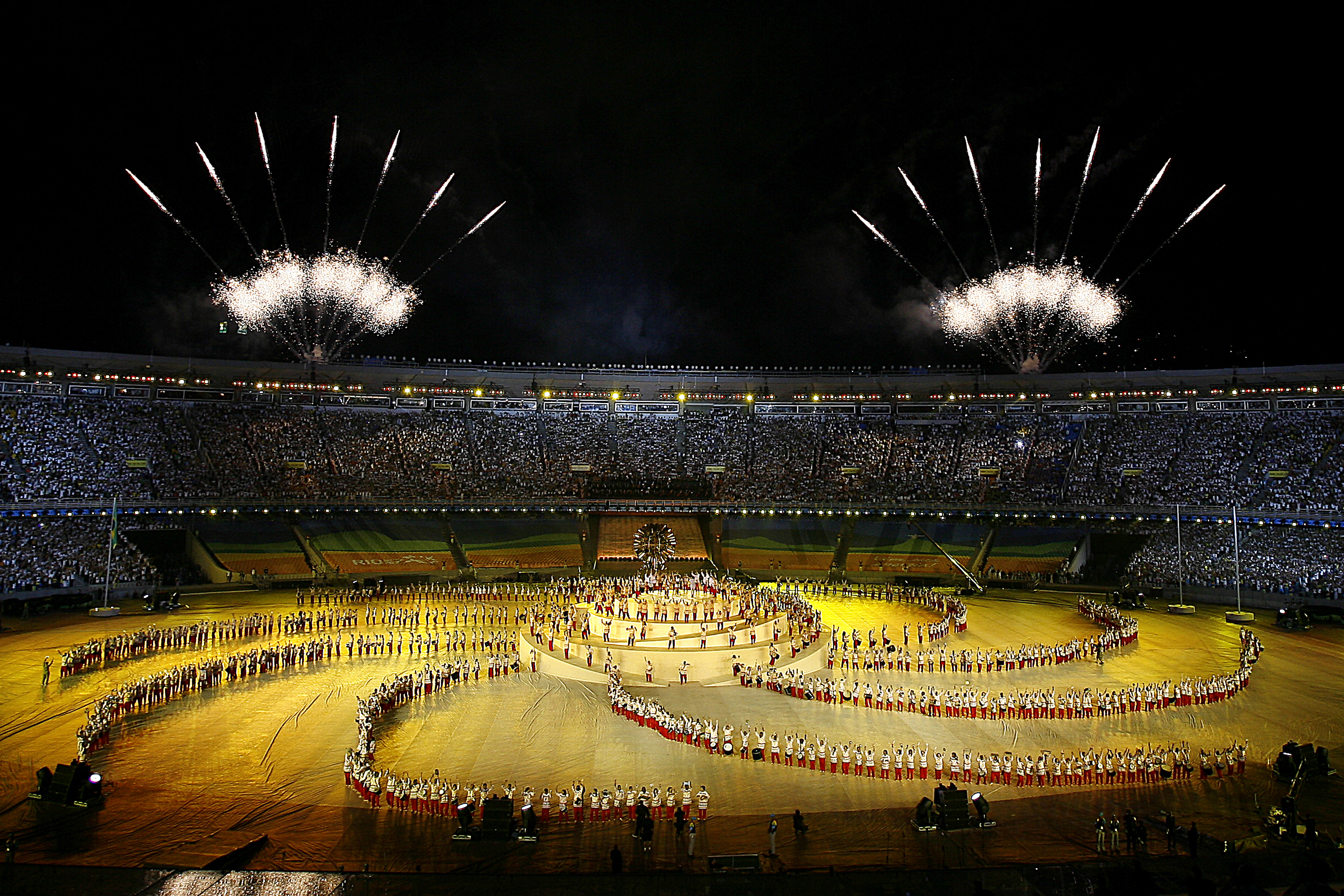
Ceremonia de deschidere a Jocurilor Panamericane din 2007.

- Papa Ioan Paul al II-lea a ținut pe acest stadion Mesa în mai multe ocazii.
- Pentru a sărbători 30 de ani de la inaugurarea arenei, la 26 ianuarie 1981, Frank Sinatra a susținut un concert în fața a 150.000 de spectatori.[9]
- Tina Turner și Paul McCartney au intrat în Cartea Recordurilor pentru cel mai mare număr de spectatori. Ambele reprezentații au atras un număr de 180.000 de persoane.
- Între 18 și 27 ianuarie 1991, stadionul a găzduit a doua ediție a festivalului Rock in Rio, printre muzicienii prezenți fiind Prince, Guns N' Roses, George Michael, INXS, a-ha și New Kids on the Block.
- În ianuarie 1995, trupa Rolling Stones a susținut aici două concerte consecutive.
- Sting și Madonna sunt singurele staruri internaționale care au concertat pe Maracanã în mai multe rânduri. Sting a deschis aici Turneul său Mondial din 1987, iar în 2007 a revenit alături de trupa The Police. Madonna a concertat prima dată aici în 1993, iar în decembrie 2008 a revenit, ca parte a turneului Sticky & Sweet.
- Stadionul a găzduit ceremoniile de deschidere și de închidere ale Olimpiadei de vară din 2016.